# Olav
Olav ist ein skandinavischer männlicher Vorname.

## Herkunft und Bedeutung
Olav ist eine Variante von Olaf, die insbesondere im Norwegischen und Dänischen vorkommt. Weiteres zu Herkunft und Bedeutung des Namens siehe hier.

## Bekannte Namensträger

### Herrscher
- Olav I. Tryggvason (968–1000), König von Norwegen
- Olav II. Haraldsson (995–1030), König von Norwegen und Heiliger
- Olav II. (Dänemark) (1370–1387), König von Dänemark und Norwegen
- Olav III. (Norwegen) († 1093), König von Norwegen
- Olav V. (1903–1991), König von Norwegen

### Vorname
- Olav Akselsen (1965–2021), norwegischer Politiker
- Olav T. Beito (1901–1989), norwegischer Sprachwissenschaftler
- Olav Bruvik (1913–1962), norwegischer Gewerkschafter und Politiker
- Olav Duun (1876–1939), norwegischer Schriftsteller
- Olav Engelbrektsson (ca. 1480–1538), norwegischer Bischof
- Olav Gutting (* 1970), deutscher Politiker
- Olav Hackstein (* 1962), deutscher Linguist und Indogermanist
- Olav Haukvik (1928–1992), norwegischer Politiker
- Olav Hodne (1921–2009), norwegischer Missionar und Autor
- Olav Jordet (* 1939), norwegischer Sportler
- Olav Kallenberg (* 1939), schwedischer Mathematiker
- Olav Lundanes (* 1987), norwegischer Orientierungsläufer
- Olav Meisdalshagen (1903–1959 in Oslo), norwegischer Politiker der Arbeiderpartiet
- Olav Münzberg (1938–2020), deutscher Schriftsteller und Kritiker
- Olav Nygard (1884–1924), norwegischer Dichter
- Olav Offerdahl (1857–1930), norwegischer Geistlicher, 1928 bis 1930 Oberhirte der katholischen Kirche in Norwegen
- Olav Riste (1933–2015), norwegischer Historiker
- Olav Roots (1910–1974), estnischer Dirigent und Pianist
- Olav Sunde (1903–1985), norwegischer Sportler
- Olav Thon (1923–2024), norwegischer Immobilienmagnat
- Olav Ulland (1910–2003), norwegisch-US-amerikanischer Skispringer, Skisprungtrainer und -funktionär
- Olav Westphalen (* 1963), deutscher Künstler, Cartoonist, Autor und Hochschullehrer
- Olav Zipser (* 1966), deutscher Pionier, mehrfacher Weltmeister und Trainer im sportlichen Fallschirmspringen

Zwischenname
- Finn Olav Gundelach (1925–1981), dänischer Diplomat

### Sonstiges
- Olav Rocks, Klippenfelsen vor der Küste Südgeorgiens, Südatlantik
- Olavtoppen, Berg auf der Bouvetinsel, Südatlantik
- Nils Olav, Königspinguin im Edinburgher Zoo